# Doprovodné vokály
Doprovodné vokály (též doprovodný zpěv, anglicky backing vocals) jsou typ zpěvu, při kterém doprovodný zpěvák (nebo zpěváci) vytváří společně s frontmanem harmonickou vokální atmosféru. Někdy mají doprovodní zpěváci také své sólo, respektive svůj part, kdy zpívají bez hlavního zpěváka.
Zatímco část hudebních skupin využívá doprovodné zpěváky většinu jen na koncertech, v rockových a metalových skupinách někteří doprovodní zpěváci jsou zároveň hráči na hudební nástroje (často např. bicí, rytmická kytara, baskytara). V popových a hip hopových skupinách se od některých doprovodných zpěváků vyžadují i choreografické tance, které předvádí během zpěvu do mikrofonu.
Někteří známí interpreti, jako např. Mariah Carey, Cher, Gwen Stefani, Whitney Houston, Phil Collins, Dave Grohl, či Elton John, zpočátku působili jako doprovodní zpěváci jiných hudebníků a později se vypracovali na frontmany vlastních kapel.